# Подземка (книга)
«Подзе́мка» (яп. アンダーグラウンド Анда:гураундо, 1997 — 5 января 1998) — документальный роман известного японского новеллиста Харуки Мураками.
Посвящён событиям зариновой атаки в токийском метро, осуществлённой 20 марта 1995 года последователями секты «Аум синрикё» по приказу Сёко Асахары. В романе изложены рассказы 62 очевидцев этого события. Все публикуемые воспоминания не имеют каких-либо литературных прикрас; все они вошли в эту книгу с согласия авторов.

## Аннотация
Вы кому-то отдали часть своего «Я» и получили взамен этого повесть? Вы уступили часть своей личности некой системе? Если это так, система эта когда-нибудь потребует от вас совершить какое-то «безумство»? Повесть, которую вы сейчас имеете, — действительно ли она ваша? И свои ли сны вы видите по ночам? Не могут ли они быть видениями какого-то другого человека и в какой-то момент превратиться в кошмар?

Перед вами не просто книга выдающегося японского прозаика Харуки Мураками о жертвах зариновой атаки в токийском метро в марте 1995 года. Это прежде всего произведение о современных японцах, написанное ими самими, — и уникальное повествование, впервые на русском языке.

## Сюжет
Данная книга основана на реальных событиях, произошедших в Токийском метро 20 марта 1995 года. Книга написана со слов очевидцев и участников событий знаменитой зариновой атаки. Повествование ведётся структурированно по попавшим под атаку поездам и пассажирам.
Вот что пишет сам автор в предисловии (стр. 11) о проделанной работе по сбору и переработке материалов:
Мы разговаривали с людьми год — с января по декабрь 1996-го. Встречались со всеми, кто откликнулся на нашу просьбу, и беседовали по полтора-два часа, записывая всё на кассету. Естественно, в среднем, потому что иногда интервью затягивались часа на четыре.
После этого записи расшифровали и сделали на их основе текст. Иными словами, напечатали всё, что люди говорили, за исключением не имеющих отношения к делу отступлений. Разумеется, нередко истории затягивались. Или же, как это часто бывает в повседневной речи, люди перескакивали с одной темы на другую, разговор уходил в сторону, а то и вообще обрывался, затем внезапно возобновляясь. Кое-что пришлось сократить, кое-что поменять местами, расставить акценты, удалить повторы, некоторые фразы разъединить, некоторые — срастить, сделать текст читабельным и довести книгу до приемлемых объемов. Оставь мы текст таким, каким он получился на основании записей, и нюансы потерялись бы. Мы раз за разом прослушивали кассеты, проверяя всё до мелочей. Но по некоторым обстоятельствам оставили текст с кассет неизменным только в трёх случаях.

Более того, в основу черновика легли наши личные впечатления и воспоминания о людях. Но как ни пытайся уловить мелочи, как ни вслушивайся раз за разом в кассету, если не прочувствовать атмосферу места событий, суть диалога окажется утерянной и рассказы очевидцев лишатся всякой силы. Таким образом, вслушиваясь в реплики людей, я старался как можно сильнее сосредоточить внимание на собеседнике, чтобы пропустить через себя всё услышанное.
Материал подается точно и чётко, делается упор на описание персонажей-участников и на точное следование в передаче их эмоций и ощущений. Это не сухие факты и цифры — это боль и переживания людей, мысли и чувства которых вылились в эту книгу. Хорошо отслеживаются настроения жителей Японии середины 90-х годов XX века, отстранённость и замкнутость в личном пространстве (нацеленность на работу) с одной стороны и взаимопомощь и сопереживания с другой стороны.
В последней главе книги «Слепой кошмар. Куда мы идем?» автор рассказывает о себе, о своём местопребывании во время этих событий, состоянии и мыслях по поводу описанных в книге событий. Отдельно он показывает своё отношение к секте «Аум Синрикё», которое, как у большинства японцев того времени, заключалось в игнорировании и непонимании исходящей от неё опасности, несмотря на все предыдущие сигналы. Подытоживая всю проделанную работу по сбору и переработке материалов, автор осознаёт, что всё это — память, и это самое ценное в его работе. Вопросы, которыми задаётся автор, помимо уже упомянутых — отличается ли чем-то Аум от японского общества, и если да, то конкретно чем. Некоторые из интервьюируемых жертв зариновой атаки признали, что и сами они, если бы получили от своего босса указание провести подобный теракт, скорее всего, сделали бы это, если бы это было нужно для выживания фирмы и было бы логично обосновано руководством.

## Герои книги
Главные герои отсутствуют, так как применён последовательный описательный порядок. Здесь перечислены все герои в том порядке, в котором они появляются в книге.

### Линия Тиёда. Поезд А725К
- Икуо Хаяси — исполнитель теракта.

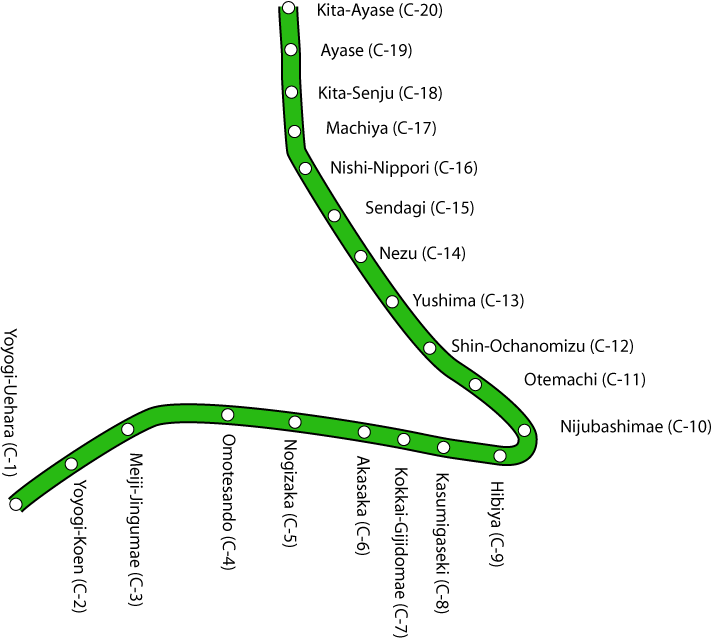
карта линии Тиёда с крупными станциями

- Томомицу Ниими — исполнитель теракта.
- Киёка Идзуми (26 лет)[1] — пассажир поезда.
- Масару Юаса (24 года) — работник станции Касумигасэки.
- Минору Мията (54 года) — очевидец, водитель машины для прямого вещания «Телевидения Токио».
- Тосиаки Тойода (52 года) — работник станции Касумигасэки.
- Дзюнко Нодзаки (21 год) — пассажир поезда, отказалась поместить своё интервью.
- Томоко Такацуки (26 лет) — пассажир поезда, первая жертва инцидента с зарином, у которой взяли интервью.
- Мицутэру Идзуцу (38 лет) — пассажир поезда.
- Аи Кадзагути (23 года) — пассажир поезда.
- Хидэки Соно (36 лет) — пассажир поезда.
- Кандэ Накано (1947 г. р.) — врач-психиатр, психологическая помощь пострадавшим.

### Линия Маруноути (до Огикубо). Поезд A777

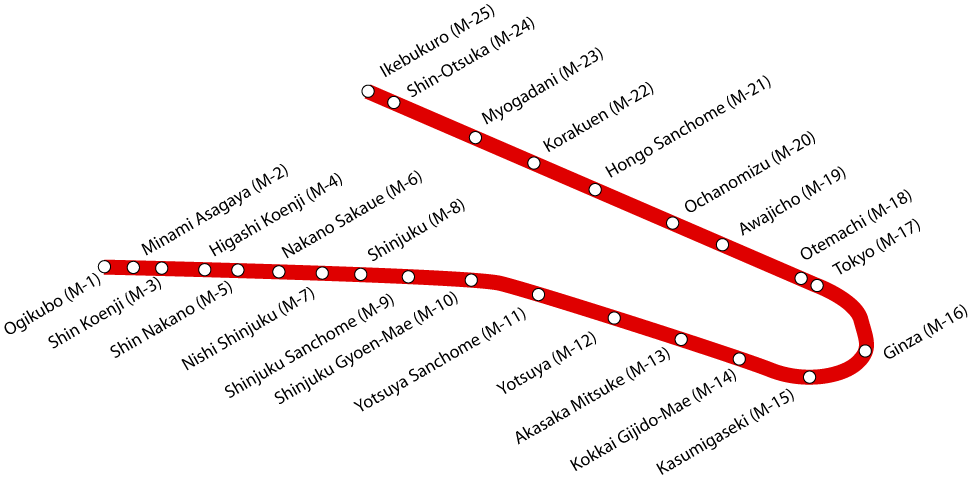
карта линии Маруноути с крупными станциями

- Кэнъити Хиросэ — исполнитель теракта.
- Коити Китамура — исполнитель теракта.
- Мицуо Арима (41 год) — пассажир поезда.
- Кэндзи Оохаси (41 год) — пассажир поезда.
- Сёити Инагава (64 года) — пассажир поезда.
- Сумио Нисимура (46 лет) — работник станции метро Накано-Сакауэ.
- Коити Саката (50 лет) — пассажир поезда.
- Тацуо Акаси (37 лет) — родственник пассажира, брат тяжелобольной Сидзуко Акаси.
- Сидзуко Акаси[2] (31 год) — пассажир поезда.
- Юдзи Накамура (1956 г. р.) — адвокат.

### Линия Маруноути (до Икэбукуро, в обратную сторону). Поезд В701/А801
- Масато Ёкояма — исполнитель теракта.
- Киётака Тонодзаки — исполнитель теракта.
- Синтаро Комада (58 лет) — пассажир поезда.
- Икуко Накаяма (30 с лишним лет) — пассажир поезда.
- Тоору Сайто (1948 г. р.) — доцент, врач Центра скорой помощи медицинского факультета университета Тохо, помощь пострадавшим.

### Линия Хибия (отправление с Нака-Мэгуро). Поезд В711T

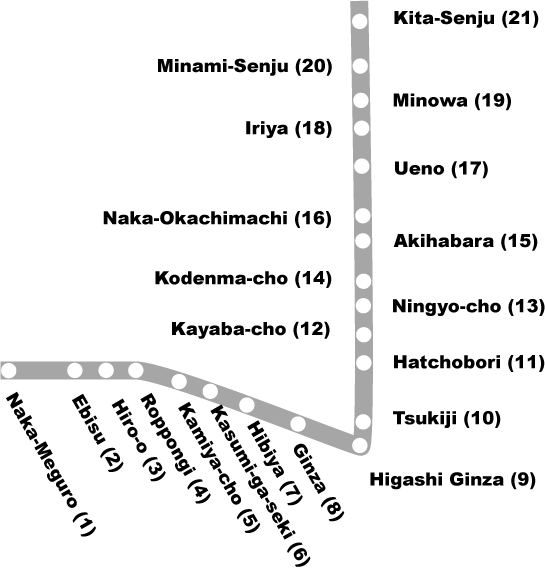
карта линии Хибия с крупными станциями

- Тору Тойода — исполнитель теракта.
- Кацуя Такахаси — исполнитель теракта.
- Хиросигэ Сутадзаки (58 лет) — пассажир поезда.
- Кодзо Исино (39 лет) — пассажир поезда.
- Майкл Кеннеди (63 года) — пассажир поезда.
- Сабуро Симада (62 года) — пассажир поезда.
- Ёко Иидзука (24 года) — пассажир поезда.
- Юсукэ Такэда (15 лет) — пассажир поезда.
- Ёсиюки Накадзима (48 лет) — пассажир поезда.

### Линия Хибия (отправление с Кита-Сэндзю до Нака-Мэгуро). Поезд А720S
- Ясуо Хаяси — исполнитель теракта.
- Сигэо Сугимото — исполнитель теракта.
- Дзюн Хиранака (51 год) — пассажир поезда.
- Таканори Итиба (39 лет) — пассажир поезда.
- Кэнъити Ямадзаки (25 лет) — пассажир поезда.
- Коитиро Макита (34 года) — пассажир поезда.
- Мицуру Ёсиаки (54 года) — пассажир поезда.
- Хироси Катаяма (40 лет) — пассажир поезда.
- Тосио Мацумото (44 года) — пассажир поезда.

### Линия Хибия. Разные поезда
- Масаюки Миками (30 лет) — пассажир поезда.
- Хираяма Синко (25 лет) — пассажир поезда.
- Дзюнно Токида (45 лет) — пассажир поезда.
- Тэцудзи Утиноми (61 год) — пассажир поезда.
- Нобору Тэрадзима (35 лет) — пассажир поезда.
- Ясудзи Хасинака (51 год) — пассажир поезда.
- Масанори Окуяма (42 года) — пассажир поезда.
- Митиаки Тамада (43 года) — работник станции Нака-Мэгуро.
- Хироси Нагахама (65 лет) — пассажир поезда.
- Сэйдзи Миядзаки (55 лет) — пассажир поезда.
- Такаси Исихара (58 лет) — пассажир поезда.
- Тосимицу Хаями (31 год) — пассажир поезда.
- Наоюки Огата (28 лет) — пассажир поезда.
- Мицуру Мицуно (53 года) — пассажир поезда.
- Такэо Катагири (40 лет) — пассажир поезда.
- Ясуси Накада (39 лет) — пассажир поезда.
- Сэй Ито (52 года) — пассажир поезда.
- Куниэ Андзай (53 года) — пассажир поезда.
- Сэйдзин Хацусима (59 лет) — пассажир поезда.
- Акихиса Канэко (32 года) — пассажир поезда.
- Ёсио Онума (62 года) — пассажир поезда.

### Пострадавшие (или свидетельства других о пострадавших) на станции Кодэмматё
- Кэйити Исикура (65 лет) — пассажир поезда.
- Эцуко Сугимото (61 год) — пострадавший на станции.
- Китиро (64 года) и Санаэ (60 лет) Вада — родители погибшего Эйдзи Вада.
- Ёсико Вада (31 год) — жена погибшего Эйдзи Вада.